# غرودة
غرودة (بالبوسنوية: Grude)‏، (بالكرواتية: Grude) (بالسيريلية:Груде) هي مدينة وبلدية في البوسنة والهرسك تقع في كانتون غرب الهرسك في اتحاد البوسنة والهرسك. طبقا لنتائج تعداد البوسنة عام 2013، فقد بلغ عدد سكان المدينة 4,404 نسمة بينما بلغ إجمالي سكان المنطقة الحضرية 17,865 نسمة.

## الجغرافيا
تبعد غرودة حوالي 49 كيلومترا عن موستار وحوالي 19 كيلومترا عن إيموتسكي وحوالي 100 كيلومتر عن سبليت.

## التركيبة السكانية

### التطور التاريخي للسكان في المدينةداخل المدينة
| السنة  | 1961 | 1971 | 1981 | 1991 | 2013 |
| ------ | ---- | ---- | ---- | ---- | ---- |
| السكان | 2488 | 2847 | 3378 | 3598 | 4404 |

### بلدية

#### التطور التاريخي للسكان في البلدية
| السنة  | 1961  | 1971  | 1981  | 1991  | 2013  |
| ------ | ----- | ----- | ----- | ----- | ----- |
| السكان | 18972 | 19203 | 17767 | 16358 | 17865 |

#### توزيع السكان في البلدية (1991)
في عام 1991 كان عدد سكان البلدية 16,358 نسمة وهم موزعون على النحو التالي: